# Rivolto
Il termine rivolto viene utilizzato in ambito musicale, in particolare si utilizza nella trattazione degli intervalli e degli accordi musicali.

## Rivolto degli intervalli
Qualsiasi intervallo diretto può avere un rivolto: questo si ottiene portando la nota inferiore all'ottava superiore o viceversa.
- L'unisono rivoltato diventa una {\displaystyle 8^{a}} o viceversa
- L'intervallo di {\displaystyle 2^{a}} rivoltato diventa di {\displaystyle 7^{a}}
- L'intervallo di {\displaystyle 3^{a}} rivoltato diventa di {\displaystyle 6^{a}}
- L'intervallo di {\displaystyle 4^{a}} rivoltato diventa di {\displaystyle 5^{a}}
- L'intervallo di {\displaystyle 5^{a}} rivoltato diventa di {\displaystyle 4^{a}}
- L'intervallo di {\displaystyle 6^{a}} rivoltato diventa di {\displaystyle 3^{a}}
- L'intervallo di {\displaystyle 7^{a}} rivoltato diventa di {\displaystyle 2^{a}}

Osservando lo schema è utile notare che la somma degli intervalli è sempre nove. L'intervallo sarà sempre la parte mancante per arrivare a 9 e il modo dell'intervallo sarà sempre opposto a come si trova nell'intervallo di partenza. Quando l'intervallo di partenza è maggiore, nel rivolto produce un intervallo minore. Quando, invece, è minore nel rivolto produce un intervallo maggiore. Quando è diminuito nel rivolto produce un intervallo eccedente mentre quando è eccedente produce un intervallo diminuito. Quando l'intervallo è giusto rimane tale anche nel rivolto. Questa simmetria vale anche per altri tipi di intervalli: più che eccedenti, più che diminuiti, etc.

## Rivolto degli accordi
Nel caso degli accordi musicali i rivolti indicano le varie disposizioni possibili in cui le note possono essere ordinate. Ad esempio in una triade di Do maggiore la disposizione fondamentale è Do - Mi - Sol ma si possono avere anche i rivolti Mi - Sol - Do (denominato primo rivolto) e Sol-Do-Mi (denominato secondo rivolto). In questi casi viene detto che l'accordo ha un basso diverso e viene indicato con uno "/". Il primo rivolto di Do, per esempio, viene detto "Do con basso di Mi" e indicato come: Do/Mi, il secondo rivolto di Do viene indicato con Do/Sol e così via.